# HD 140484
HD 140484，又名CP-65 3139，SAO 、HR 5852，是一颗恒星，视星等为6.39，位于銀經319.94，銀緯-8.58，其B1900.0坐标为赤經15h 38m 46s，赤緯-65° -8.58′ 43″。